# Vincenzo Gioberti
Vincenzo Gioberti (Torino, 1801. április 5. – Párizs, 1852. október 26.) olasz filozófus és politikus. 

## Életpályája
Teológiai tanulmányainak végeztével Torinóban pappá szentelték. 1825-től a torinói Athenaeumban a filozófia tanára, majd egyúttal a trónörökös káplánja volt. Amikor az «ifjú Olaszország» törekvéseiben való részvéttel gyanúsították, 1833-ban elfogták. Néhány hónap múlva kiszabadult ugyan, de száműzték. 1834-ben Párizsban járt, majd Brüsszelben magánintézetben volt tanító. Itt jelent meg tőle olasz nyelven 1838-ban a francia Cousin vallásos nézeteinek ismertetése, majd Teorica del sopranaturale (A természetfölöttinek tana, 2 kötet) és 1840-ben filozófiai fő műve: Introduzione allo studio della filosofia (2. kiadás Brüsszel, 1844, 4 kötet). Esztétikai és etikai nézeteit Del bello (uo. 1841) és Del buono (uo. 1842) című kisebb műveiben fejtegeti. Nevezetes még Degli errori filosofici di Ant. Rosmini (3. kiadás 1842, 2. kiadás 1846), melyet egyik legjobb művének tartanak. 
Politikai fő műve 1843-ban jelent meg Brüsszelben: Del primato morale e civile degli Italiani (3 kötet, 2. kiadás 1845), melyben a nemzeti megújhodásnak és függetlenségnek szószólója; politikai eszményéül az olasz államoknak a pápa elnöklete alatt álló konföderacióját fejtegeti, melyet a Szárd-Piemonti Királyság fegyveres ereje támogatna. E mű hatása rendkívüli volt és 1848-ban visszahívták szülővárosába; képviselő lett és pár hétig miniszter volt. Élénk ronkonszenvvel viseltetett Magyarország ügyei iránt, sőt 1848. december 21-én Splényi Lajos torinói magyar követnek kinyilatkoztatta, hogy az olasz kormány elismeri Magyarország függetlenségét és hajlandó vele szövetségre is lépni, s még a Radeczkytől esetleg elpártoló magyar katonákat is szivesen fogadja. Majd kormányát Párizsban képviselte. Torinóban temették el. 
Hátrahagyott művei közül nevezetesek: Filosofia della rivelazione (Torino, 1856); Della riforma cattolica della chiesa (uo. 1856) és különösen: Della protologia (uo. 1857) Kiadatlan művei 11 kötetben jelentek meg 1856-63.